# Rufus Sewell
Rufus Frederik Sewell, född 29 oktober 1967 i Twickenham i sydvästra London, är en brittisk skådespelare. Han har i film mest synts som filmskurk och inom teatern är han en prisad skådespelare.

## Biografi

### Uppväxt
Rufus Sewells mor Jo, var en walesarisk konstnär och klassisk pianist. Hans far William John Frederick Sewell (1924–1978) föddes i Australien och var en animerare. Han arbetade bland annat på filmen Yellow Submarine (1968). Föräldrarna skillde sig när Sewell var fem och hans far dog när han var 10. Sewell och hans mor flyttade då till Laugharne i poeten Dylan Thomas gamla hus.
Han gick i skolan i Twickenham där han började med teater. 1984 började han på West Thames College där en teaterlärare ska ha hjälpt honom att komma in på teaterskolan Royal Central School of Speech and Drama i London, där han senare började.

### Karriär
Väl på skolan regisserade Judi Dench en av pjäserna och ordnade med en agent åt Sewell. Han fick sen en roll i en pjäs på Criterion Theatre där regissören Michael Winner upptäckte honom och gav honom en roll i Dirty Weekend – en jävla helg (1993). Han skulle året efter även synas som en av huvudrollerna i BBC-serien Middlemarch. De båda arbetena gjorde honom rejält uppmärksammad.
Sewell skulle sedan fortsätta få roller i projekt som, Nya vindar över Cold Comfort Farm (1995), Dark City (1998), Bless the Child (2000), En riddares historia (2001), Helen of Troy (2003), Legenden om Zorro (2005), Illusionisten (2006) och Amazing Grace (2006). I många av dessa filmer spelade han skurken och han har uttryckt en sorg omkring det och ville helst inte göra det igen.
Sewell var 2005 med i en uppsättning av Så tuktas en argbigga för BBC som visades i TV-serien ShakespeaRe-Told. Rolltolkningen skulle göra att han blev nominerad till en BAFTA. Året efter skulle han också medverka i Tom Stoppards pjäs Rock 'n' Roll. Den spelades i både London och New York och var i båda städer helt utsåld och Sewell skulle bli extremt hyllad för sin insats. Han vann också Bästa skådespelare i priserna  Evening Standard Awards, Critics' Circle Awards och Olivier Awards. Han porträtterade Alexander Hamilton i HBO-serien John Adams (2008). Samma år syntes han i Downloading Nancy som blev så sågad att folk lämnade visningen under dess premiär på Sundance Film Festival.
Sewell spelade detektiven Aurelio Zen i BBC-serien Zen (2010) som baserades på böckerna av Michael Dibdin. Serien lades ned efter bara en säsong. Han hade det året också en liten roll bredvid Angelina Jolie och Johnny Depp i The Tourist. Han spelade sen skurk igen men denna gång som vampyr i Abraham Lincoln: Vampire Hunter (2012). Han medverkade sedan bredvid Dwayne Johnson i Hercules: The Thracian Wars (2014). Han syntes sedan i rollen som nazisten John Smith i Amazon-serien The Man in the High Castle (2015-2019). Han porträtterade Lord Melbourne i TV-serien Victoria (2016-2017) som skulle få ett positivt mottagande.
Sewell skulle komma att medverka i mindre roller i de båda oscarsfilmerna Judy (2019) och The Father (2020). Han fick sedan en av huvudrollerna i Netflix-serien The Diplomat (2023) som kom att få ett mycket bra mottagande. Han porträtterade Prins Andrew i filmen Scoop (2024) även den för Netflix.

## Privatliv
Rufus Sewell har varit gift två gånger, varav den första var med hans långvariga flickvän, den australiske modejournalisten Yasmin Abdallah. De gifte sig 1999 och skilde sig 2000. Han gifte sig sedan med producenten och manusförfattaren Amy Gardner 2004. De skilde sig 2006. De fick en son ihop, William Douglas Sewell (född 2002). Han har också dottern Lola (född 2013) tillsammans med Ami Komai.
I december 2023 förlovade han sig med skådespelerskan Vivian Benitez.

## Filmografi (i urval)

### Film
| År   | Titel                             | Roll               | Notering |
| ---- | --------------------------------- | ------------------ | -------- |
| 1991 | Twenty-One                        | Bobby              |          |
| 1993 | Dirty Weekend – en jävla helg     | Tim                |          |
| 1994 | A Man of No Importance            | Robbie Fay         |          |
| 1994 | Citizen Locke                     | Midshipman Clarke  | TV-film  |
| 1995 | Carrington                        | Mark Gertler       |          |
| 1995 | Nya vindar över Cold Comfort Farm | Seth Starkadder    |          |
| 1996 | Hamlet                            | Fortinbras         |          |
| 1996 | Victory                           | Martin Ricardo     |          |
| 1997 | The Woodlanders                   | Giles Winterbourne |          |
| 1998 | En kvinnas öde                    | Marco Venier       |          |
| 1998 | Dark City                         | John Murdoch       |          |
| 1998 | Den oemotståndliga Martha         | Frank              |          |
| 1998 | Illuminata                        | Dominique          |          |
| 1998 | At Sachem Farm                    | Ross               |          |
| 1998 | In a Savage Land                  | Mick Carpenter     |          |
| 2000 | Bless the Child                   | Eric Stark         |          |
| 2001 | She Creature                      | Angus              | TV-film  |
| 2001 | En riddares historia              | Count Adhemar      |          |
| 2002 | Extreme Ops                       | Ian                |          |
| 2003 | Victoria Station                  | The cabbie         | Kortfilm |
| 2004 | Taste                             | Michael Kuhleman   | TV-film  |
| 2005 | Legenden om Zorro                 | Count Armand       |          |
| 2006 | 9/11: Out of the Blue             | The Man            | TV-film  |
| 2006 | Tristan & Isolde                  | Marke              |          |
| 2006 | Illusionisten                     | Kronprins Leopold  |          |
| 2006 | Paris, je t'aime                  | William            |          |
| 2006 | Amazing Grace                     | Thomas Clarkson    |          |
| 2006 | The Holiday                       | Jasper Bloom       |          |
| 2008 | Downloading Nancy                 | Albert             |          |
| 2008 | Vinyan                            | Paul Bellmer       |          |
| 2010 | The Tourist                       | Engelsk man        |          |
| 2012 | Abraham Lincoln: Vampire Hunter   | Adam               |          |
| 2012 | Hotel Noir                        | Felix              |          |
| 2013 | All Things to All Men             | Parker             |          |
| 2013 | I'll Follow You Down              | Gabe               |          |
| 2014 | Hercules: The Thracian Wars       | Autolykos          |          |
| 2014 | The Devil's Hand                  | Jacob Brown        |          |
| 2015 | Killing Jesus                     | Kajafas            | TV-film  |
| 2015 | Blinky Bill the Movie             | Sir Claude         | Röstroll |
| 2016 | Gods of Egypt                     | Urshu              |          |
| 2019 | Judy                              | Sidney Luft        |          |
| 2020 | The Father                        | Paul               |          |
| 2021 | Old                               | Charles            |          |
| 2023 | The Trouble with Jessica          | Richard            |          |
| 2024 | The Uninvited                     | Gerald             |          |
| 2024 | Scoop                             | Prins Andrew       |          |

### TV
| År        | Titel                                 | Roll               | Notering                             |
| --------- | ------------------------------------- | ------------------ | ------------------------------------ |
| 1992      | Gone to Seed                          | Billy              | 6 avsnitt                            |
| 1992      | Screen Two                            | Mike Costain       | Avsnitt: "The Last Romantics"        |
| 1994      | Screen Two                            | Clive              | Avsnitt: "Dirtysomething"            |
| 1994      | Middlemarch                           | Will Ladislaw      | 7 avsnitt                            |
| 1995      | Performance                           | Harry Percy        | Avsnitt: "Henry IV, Part 1"          |
| 2000      | Tusen och en natt                     | Ali Baba           | 2 avsnitt                            |
| 2003      | Helen of Troy                         | Agamemnon          | 2 avsnitt                            |
| 2003      | Charles II: The Power and the Passion | Karl II av England | 4 avsnitt                            |
| 2005      | ShakespeaRe-Told                      | Petruchio          | Avsnitt: "The Taming of the Shrew"   |
| 2008      | John Adams                            | Alexander Hamilton | 2 avsnitt                            |
| 2008-2009 | Eleventh Hour                         | Dr. Jacob Hood     | 18 avsnitt                           |
| 2010      | Svärdet och spiran                    | Tom Builder        | 7 avsnitt                            |
| 2011      | Zen                                   | Aurelio Zen        | 3 avsnitt                            |
| 2012      | Parade's End                          | Reverend Duchemin  | 3 avsnitt                            |
| 2012      | Restless                              | Lucas Romer        | 2 avsnitt                            |
| 2015-2019 | The Man in the High Castle            | John Smith         | 40 avsnitt                           |
| 2016      | Secret History                        | Berättare          | Avsnitt: "China's Forgotten Emperor" |
| 2016-2017 | Victoria                              | Lord Melbourne     | 7 avsnitt                            |
| 2018      | The Marvelous Mrs. Maisel             | Declan Howell      | Avsnitt: "Look, She Made a Hat"      |
| 2020      | Den gula hästen                       | Mark Easterbrook   | 2 avsnitt                            |
| 2023      | Kaleidoscope                          | Roger Salas        | 8 avsnitt                            |
| 2023      | The Diplomat                          | Hal Wyler          | 8 avsnitt                            |

### Teater
| År        | Titel         | Roll           | Teater                            |
| --------- | ------------- | -------------- | --------------------------------- |
| 1993      | Arcadia       | Septimus Hodge | Lyttelton Theatre                 |
| 1995      | Translations  | Owen           | Plymouth Theatre, New York        |
| 2006-2007 | Rock 'n' Roll | Jan            | The Royal Court Theatre, New York |
| 2007-2008 | Rock 'n' Roll | Jan            | Bernard B. Jacobs Theatre, London |
| 2013      | Old Times     | Deeley         | Harold Pinter Theatre, London     |
| 2015      | Closer        | Larry          | Donmar Warehouse, London          |